# Blow (film)
Pour les articles homonymes, voir Blow.
Pour plus de détails, voir Fiche technique et Distribution.
Blow ou Cartel au Québec est un film américain réalisé par Ted Demme, sorti en 2001. Ce film s'inspire de la vie de George Jung, trafiquant de drogue et acteur majeur dans l'importation de cocaïne aux États-Unis dans les années 1970-1980.

## Synopsis
George Jung, un vendeur de drogue (marijuana), se lie d'amitié en prison avec un Colombien qui lui explique le trafic de cocaïne et lui fait rencontrer Pablo Escobar, le plus grand narcotrafiquant du monde, dont il devient le lieutenant.

## Fiche technique
Sauf indication contraire, les informations mentionnées dans cette section peuvent être confirmées par la base de données cinématographiques IMDb,  présente dans la section « Liens externes ».
- Titre original et français : Blow
- Titre québécois : Cartel
- Réalisation : Ted Demme
- Scénario : David McKenna et Nick Cassavetes, d'après le livre Blow: How a Small Town Boy Made $100 Million with the Medellin Cocaine Cartel and Lost It All de Bruce Porter paru en 1993
- Musique : Graeme Revell
- Photographie : Ellen Kuras
- Montage : Kevin Tent
- Décors : Michael Z. Hanan
- Costumes : Mark Bridges
- Production : Ted Demme, Denis Leary, Joel Stillerman, Michael De Luca et Georgia Kacandes
- Sociétés de production : Apostle, Avery Pix, New Line Cinema et Spanky Pictures
- Distribution : New Line Cinema (États-Unis), Metropolitan Filmexport (France)
- Budget : entre 30[1] et 53 millions de dollars[2]
- Pays de production :  États-Unis
- Format : Couleurs - 2,35:1 - 35 mm - son DTS / Dolby Digital / SDDS
- Genre : Biopic, drame et film de gangsters
- Durée : 124 minutes
- Dates de sortie :
  - États-Unis : 29 mars 2001 (avant-première)
  - États-Unis, Canada : 6 avril 2001
  - France : 19 septembre 2001
  - Belgique : 3 octobre 2001

## Distribution

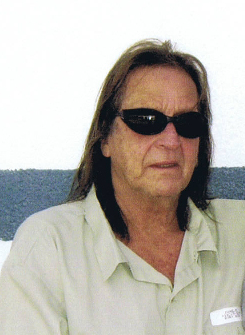
George Jung en 2010.

- Johnny Depp (VF : Bruno Choël, VQ : Gilbert Lachance) : George Jung
- Penélope Cruz (VF : Ethel Houbiers, VQ : Claudia Ferri) : Mirtha Jung
- Franka Potente (VF : Catherine Lafond, VQ : Nadia Paradis) : Barbara Buckley
- Rachel Griffiths (VF : Frédérique Tirmont, VQ : Rafaëlle Leiris) : Ermine Jung
- Paul Reubens (VF : Pierre Tessier, VQ : Yves Jacques) : Derek Foreal
- Jordi Mollà (VQ : Luis de Cespedes) : Diego Delgado
- Cliff Curtis (VQ : Manuel Aranguiz) : Pablo Escobar
- Ray Liotta (VF : Patrick Floersheim, VQ : Daniel Picard) : Fred Jung
- Miguel Sandoval : Augusto Oliveras
- Ethan Suplee (VF : Daniel Lafourcade) : Tuna
- Kevin Gage : Leon Minghella
- Max Perlich (VF : Hervé Jolly, VQ : Jean-Jacques Lamothe) : Kevin Dulli
- Jesse James : George, enfant
- Emma Roberts : Kristina Jung, enfant
- Jaime King : Kristina Jung, adolescente
- Miguel Pérez : Alessandro
- Dan Ferro : Cesar Toban
- Ted Demme : Archie Zigmond, l'avocat de George à la prison
- Nick Cassavetes : un homme dans le salon de Derek (caméo)
- Richard LaGravenese : un policier

## Production

### Attribution des rôles
Pour préparer son rôle, Johnny Depp est allé rendre visite au véritable George Jung, alors incarcéré au Fort Dix Federal Correctional Institution (en), dans le New Jersey.
Un rôle a été proposé à John Leguizamo, mais l'acteur était pris par le tournage de Moulin Rouge (2001). Denis Leary, ami de Ted Demme, devait initialement incarner Derek Foreal.
Ce film marque les débuts d'Emma Roberts, fille d'Eric Roberts et nièce de Julia Roberts.

### Tournage
Le tournage a lieu de février à mai 2000. Il se déroule à Acapulco, Chicago, Long Beach, Los Angeles (Bel Air, The Ambassador Hotel), Manhattan Beach, Mexico, Ontario, Palmdale, Pasadena et Whittier.
Lors des scènes de consommation cocaïne, les acteurs sniffaient du lait en poudre[réf. nécessaire].

## Bande originale
La musique du film est composée par Graeme Revell. Cependant, l'album commercialisé ne contient que des chansons non originales présentes dans le film.
| 1.  | Can't You Hear Me Knocking | The Rolling Stones        | 7:17 |
| 2.  | Rumble                     | Link Wray & His Ray Men   | 2:26 |
| 3.  | Glad and Sorry             | Faces                     | 3:07 |
| 4.  | Strange Brew               | Cream                     | 2:48 |
| 5.  | Black Betty                | Ram Jam                   | 2:31 |
| 6.  | Blinded by the Light       | Manfred Mann's Earth Band | 7:08 |
| 7.  | Let's Boogaloo             | Willie Rosario            | 3:32 |
| 8.  | Keep It Comin' Love        | KC and the Sunshine Band  | 3:54 |
| 9.  | Yellow World               | J. Girls                  | 2:57 |
| 10. | That Smell                 | Lynyrd Skynyrd            | 5:49 |
| 11. | All the Tired Horses       | Bob Dylan                 | 3:11 |
| 12. | Can't You See              | The Marshall Tucker Band  | 6:04 |
| 13. | Push & Pull                | Nikka Costa               | 4:48 |

Autres chansons présentes dans le film
- Buzz, Buzz, Buzz, interprété par The Hollywood Flames
- Manhattan Beach 69, interprété par Money Mark
- Be My Lady, interprété par Booker T. and the M.G.'s
- Dime Bag BBQ, interprété par Money Mark
- Hair Do's and Don'ts, interprété par Money Mark
- It Ain't Me, Babe, composé par Bob Dylan
- Sneaky, interprété par Money Mark
- Pretty Boy Floyd, composé par Woody Guthrie
- Sort of Soul, interprété par Birds & Brass
- Flor De Mexico, interprété par The Hottest Mariachi in Mexico
- Las Perlitas, interprété par The Hottest Mariachi in Mexico
- Cool Yule, interprété par Louis Armstrong et The Commanders
- Tequila Con Limon, interprété par Los Juniors
- Tu Cabeza En Mi Hombro, interprété par Enrique Guzmán
- Little Ditty, interprété par Paul Wagner
- Mambo Gozon, interprété par Tito Puente & His Orchestra
- Let's Boogaloo, interprété par Willie Rosario
- La Noche De La Fiesta, interprété par Kerry Brown
- Happy Birthday To You, composé par Mildred J. Hill et Patty S. Hill

## Accueil

### Critique
Blow reçoit un accueil critique mitigé, recueillant 55 % de critiques positives, avec une note moyenne de 5,8⁄10 et sur la base de 136 critiques collectées, sur le site agrégateur de critiques Rotten Tomatoes. Sur Metacritic, il obtient un score de 52⁄100 sur la base de 34 critiques collectées.
Malgré cette première réception critique assez partagée, le film a su acquérir au fil des années, le statut de "film culte" et est aujourd'hui très apprécié du public comme des cinéphiles.

### Box-office
Le film a connu un certain succès commercial, rapportant environ 83 282 296 $ au box-office mondial, dont 52 990 775 $ en Amérique du Nord, pour un budget de 53 000 000 $. En France, il attire 309 753 spectateurs en salles.
| Pays ou région | Box-office      | Date d'arrêt du box-office | Nombre de semaines |
| -------------- | --------------- | -------------------------- | ------------------ |
| États-Unis     | 52 990 775 $    | 21 juin 2001               | 11                 |
| France         | 309 753 entrées | -                          | -                  |
| Total mondial  | 83 282 296 $    | -                          | -                  |

## Distinctions

### Récompenses
- Prix Prism du meilleur film en 2002.

### Nominations
- Nomination au Globe de Cristal du meilleur film, lors du Festival international du film de Karlovy Vary 2001.
- Nomination au prix de la meilleure révélation féminine pour Penélope Cruz, lors des MTV Movie Awards 2002.
- Nomination au prix de la pire actrice pour Penélope Cruz, lors des Razzie Awards 2002.

## Clins d’œil
- Tandis qu'il partage une cellule en prison avec Diego, on peut voir George en train de lire Hells Angels, un livre écrit par Hunter S. Thompson, également auteur du Las Vegas Parano dans lequel Johnny Depp campait un journaliste déjanté, et dont les psychotropes étaient déjà l'un des thèmes principaux. Johnny Depp était un ami de l'auteur.
- Dans la salle de tribunal, quand George tente de convaincre le juge qu'il est innocent, ses paroles sont issues des chansons It Ain't Me Babe de Bob Dylan et Pretty Boy Floyd de Woody Guthrie.
- La dernière réplique de George, « There are no more white horses or pretty ladies at my door », est une référence à Lucky Man, une chanson de Emerson, Lake & Palmer.